# Wilier Triestina-Southeast
Wilier Triestina-Southeast är ett UCI Professional Continental-stall som har licens i Italien. Stallet startade som ett amatörlag i Ukraina inför säsongen 2008 men valde att också skapa ett lag för professionella cyklister inför säsongen 2009. Sponsorn, Industrialnyj Sojus Donbass (ISD), producerar stål. Stallet består av främst ukrainska och italienska cyklister.
Oscar Gatto tog Team ISD:s första seger under säsongen 2009 genom att vinna etapp 3 på Giro di Sardegna. De vann senare lagtempoloppet på Settimana Internazionale di Coppi e Bartali.